# 화성여객
화성여객(華城旅客)은 KD운송그룹 계열의 경기도 화성시의 시내버스 업체로 본사는 경기도 화성시 안녕남로 111 (안녕동)에 위치하고 있다.

## 역사
- 2014년 9월 29일: KD운송그룹 산하 화성시내버스 자회사인 화성여객(華城旅客)이 설립되었다.
- 2015년 3월 9일: 동탄제2신도시 ↔ 강남역 직행좌석버스 6001번 개통
- 2015년 5월: 방계회사인 경기고속에서 경희대 ↔ 상대원동 도시형버스 116-3번 노선 양도 및 면허를 이관받았다.
- 2015년 6월 1일: 방계회사인 대원고속에서 운행하는 직행좌석버스 1560번을 공동 배차 운행을 시작하였다.
- 2015년 7월 1일: 방계회사인 대원고속과 공동 배차하여 운행하던 직행좌석버스 1560번을 단독 운행을 시작하였다.
- 2015년 9월 1일: 직행좌석버스 6002번과 간선급행버스 8501번이 운행을 시작하였다.
- 2015년 10월 1일: 동탄신도시를 순환하는 도시형버스 200번이 운행을 시작하였다.
- 2015년 10월 21일: 116-3번의 노선 변경과 동시에 116-3번의 단축된 구간을 대체하기 위해 6-3번 경희대↔신갈오거리↔기흥구청 임시 운행을 시작하였다.
- 2015년 11월 4일: 임시운행 하였던 6-3번이 폐선되었다.
- 2015년 11월 30일: 동탄제2신도시↔남한산성입구간 도시형버스 721번이 운행을 시작하였다.
- 2016년 1월 18일: 만의사↔동탄제1신도시(메타폴리스)간 도시형버스 201번이 운행을 시작하였다.
- 2016년 2월 5일: 방계회사인 경기고속에서 단국대↔동탄제1신도시(서동탄역파크자이)간 운행을 시작하였다.
- 2016년 2월 15일: 출근형 직행좌석버스 6002-1번이 평일 출근시간 2회 운행을 시작하였다.
- 2016년 5월 2일: 행복마을푸르지오↔지역난방공사(수원) 구간 도시형버스 202번이 운행을 시작하였다.
- 2016년 9월 14일: 승객수요 감소로 도시형버스 200번이 폐선되었다.
- 2016년 12월 9일: SRT동탄역이 개통하면서 영통차고지 ↔ 동탄제2신도시 구간 도시형버스 203번이 운행을 시작하였다.
- 2017년 9월 28일: 2층버스로 운행하는 출퇴근형 직행좌석버스 4403번을 신설하였다.
- 2017년 10월 10일: 직행좌석버스 6003번을 신설하였다.
- 2018년 10월 16일: 직행좌석버스 4108번을 신설하였다.
- 2018년 11월 26일: 국토교통부의 광역급행버스 M4130번을 경기고속으로부터 이관받았다.
- 2019년 3월 1일: 국토교통부의 광역급행버스 M4137번을 경기고속으로부터 이관받았다.
- 2020년 3월 31일: 직행좌석버스 (경기도공공버스) G6009번을 신설하였다.
- 2020년 10월 19일:직행좌석버스 (경기도공공버스) G6010번을 신설하였다.
- 2020년 11월 1일: 직행좌석버스 8502번을 신설하였다.
- 2020년 11월 1일: 국토교통부의 광역급행버스 M4448번을 신설하였다.
- 2021년 3월 31일: 국토교통부의 광역급행버스 M4449번을 신설하였다.

## 현황
2021년 1월 기준이다.
| 운행업체      | 보유 노선수 | 보유 노선수 | 보유 노선수 | 보유 노선수 | 보유 노선수 | 등록 대수 | 등록 대수 | 등록 대수 | 등록 대수 | 등록 대수 |
| ------------- | ----------- | ----------- | ----------- | ----------- | ----------- | --------- | --------- | --------- | --------- | --------- |
| 운행업체      | 노선 합계   | 광역급행    | 직행좌석    | 일반좌석    | 시내일반    | 대수 합계 | 광역급행  | 직행좌석  | 일반좌석  | 시내일반  |
| 화성여객 (KD) | 30          | 4           | 12          | -           | 14          | 190       | 39        | 90        | -         | 61        |

## 운행 노선

### 마을버스
도시형버스
- ● 18번 : 호수자이파밀리에 ↔ LH1단지.한양수자인 (2023년 8월 1일 수성여객에서 양도 및 마을버스에서 형간전환)
- ● 24번 : 병점역 사거리 ↔ 동탄역 (2023년 8월 1일 수성여객에서 양도 및 마을버스에서 형간전환)
- ● 65번 : 동탄2차고지 ↔ 화성시청 (병점역 경유) (2019년 5월 2일 신설, 구 H6005번)
- ● 67번 : 동탄신도시 ↔ 향남환승터미널 (병점역 경유)(2019년 6월 24일 신설, 구 H6007번)
- ● 116-2번: 지역난방공사 ↔ 갈곶동 (이 노선은 방계회사인 경기고속에서 이관받은 노선이다.)
- ● 116-3번: 동탄제2신도시(LH65, 66) ↔ 미금역 (이 노선은 방계회사인 경기고속에서 이관받은 노선이다. 2019년 11월 18일 서현역 단축, 2020년 2월 17일 미금역 단축)
- ● 116-5번: 지역난방공사↔ 갈곶동 (2019년 5월 7일 116-2번에서 분할 신설)
- ● 200번: 병점역 ↔ 동탄역 ↔ 동탄제2신도시(금강펜테리움2차) (2016년 9월 14일 폐선후 2018년 5월 8일 다른 경로로 재개통 되었다.)
- ● 203번: 영통차고지 ↔ 동탄제2신도시(자이파밀리에)
- ● 205번 : 한신더휴 ↔ 병점사거리(동탄역, 병점역 경유)(2019년 7월 15일 신설)
- ● 210번 : 경기고속차고지 ↔ 상리(2024년 4월 15일) 신설
- ● 211번 : 경기고속차고지 ↔ 상리(2024년 4월 15일) 신설
- ● 220번 : 병점동 ↔ 상신(2024년 3월 18일) 신설
- ● 720-3번: 단국대 ↔ 동탄제1신도시(모아미래도) (2017년 12월부터 화성여객 단독 운행으로 변경.)
- ● 721번: 영통차고지 ↔ 동탄제2신도시(서희스타힐스) (이 노선은 방계회사인 경기고속에서 임시지원 운행후 이관받은 노선이다.)

### 직행좌석버스
- ● 4108번: 동탄신도시 ↔서울역 (국토교통부의 광역급행버스 M4108번과 동일, 2층버스 보유노선)
- ● 4403번: 동탄신도시 ↔ 강남역 (국토교통부의 광역급행버스 M4403번과 동일, 2층버스 보유 노선)
- ● 5104번: 세교한신더휴.LH21단지아파트 ↔ 서울역버스환승센터 (2025년 5월 9일 노선신설)
- ● 6001번: 동탄제2신도시(공영차고지) ↔ 강남역 (2층버스 보유 노선)
- ● 6002번: 동탄제2신도시(공영차고지) ↔ 강남역 (2층버스 보유 노선)
- ● 6002-1번: 동탄제2신도시(한화꿈에그린) ↔ 강남역 (이 노선은 평일 출근시간에만 운행하는 출근형 노선이다. 동탄제2신도시 방향은 기존 6002번 노선대로 운행한다.)
- ● 6003번: 동탄제2신도시(공영차고지) ↔ 판교역(2층버스 보유 노선)
- ● 6004번: 동탄국제고등학교 ↔ 강남역 (이 노선은 대원고속으로부터 이관받았던 1560번 노선을 분할하여 신설한 것이다. 1560은 경희대학교 출발로 바뀌어 다시 대원고속에게 이관)
- ● 6008번: 동탄제2신도시(공영차고지) ↔ 서초역
- ● G6009번 : 동탄제2신도시 ↔ 잠실광역환승센터 (2020년 3월 31일 신설)
- ● G6010번 : 오산역 ↔ 상갈역 (2020년 10월 19일 신설)
- ● 8501번 간선급행버스: 수원대학교 ↔ 동탄제1신도시 ↔ 교대역
- ● 8502번 간선급행버스: 수원대학교 ↔ 동탄제1신도시 ↔ 강남역 (2020년 11월 1일 신설)

### 국토교통부의 광역급행버스
- ● M4130번 : 동탄2신도시(자이파밀리에,아이원) ↔ 서울역 버스 환승센터 (시청역 경유) (이 노선은 방계회사인 경기고속에서 이관받은 노선이다.)
- ● M4137번 : 동탄2신도시(아이파크.부영A73블럭) ↔ 서울역 버스 환승센터 (시청역 경유) (이 노선은 방계회사인 경기고속에서 이관받은 노선이다.)
- ● M4448번 : 동탄2신도시 ↔ 강남역 (2020년 11월 1일 신설)
- ● M4449번 : 한신대 ↔ 강남역 (2021년 3월31일 신설)

## 폐선 및 통합된 노선

### 도시형버스
- ● H10번: 동양파라곤 ↔ 동탄역 (2020년 11월 30일 신설, 2023년 12월 1일 폐선)
- ● H23번: 동탄신도시 ↔ 동탄역 (2019년 12월 16일 신설, 2024년 4월 15일 폐선)

- ● 201번: LH4단지 ↔ 한미약품 ↔ 병점역 (2016년 1월 18일 신설, 2021년 6월 1일 운송 수지 악화로 폐선)
- ● 202번: 동탄제2신도시(반도유보라후문)↔지역난방공사 (2016년 5월 2일 신설,2022년 4월 25일 폐선)
- ● 6-3번: 경희대차고지 ↔ 신갈오거리 ↔ 기흥구청 (화성시 구간은 영업 운행하지 않음. 조암지선과 번호 중복으로 전산 상 6-3A번이다. 2015-10-21 ~ 2015-11-04 임시 운행 후 폐선)

### 직행좌석버스
- ● H6005번 : 동탄역 - 병점역 - 화성시청 (2019년 5월 2일 신설(당시 동탄역-병점역 무정차운행), 2019년 10월 1일 H6006번과 통합으로 화성시청으로 연장, 2020년 7월 1일부로 시내버스 H65번으로 변경)
- ● H6007번 : 동탄신도시 - 병점역 - 향남 (2019년 6월 24일 신설(당시 병점역-향남 무정차운행), 2019년 10월 1일 동탄신도시로 연장, 2020년 7월 1일부로 시내버스 H67번으로 변경)
- ● H6006번 : 병점역 - 화성시청 (2019년 7월 1일 신설, 2019년 10월 1일 H6005번에 흡수)

## 보유 차량

#### 자일대우버스
- 자일대우 NEW BS090
- 자일대우 NEW BS106
- 자일대우 NEW BS110
- 자일대우 FX II 116 크루징 애로우
- 자일대우 FX116 하모니

#### 현대자동차
- 현대 그린시티
- 현대 일렉시티
- 현대 뉴 프리미엄 유니버스 프라임

#### CHTC 킨윈
- CHTC 에픽타운
- CHTC 에픽시티

#### 볼보버스
- 볼보 B8RLE

## 갤러리

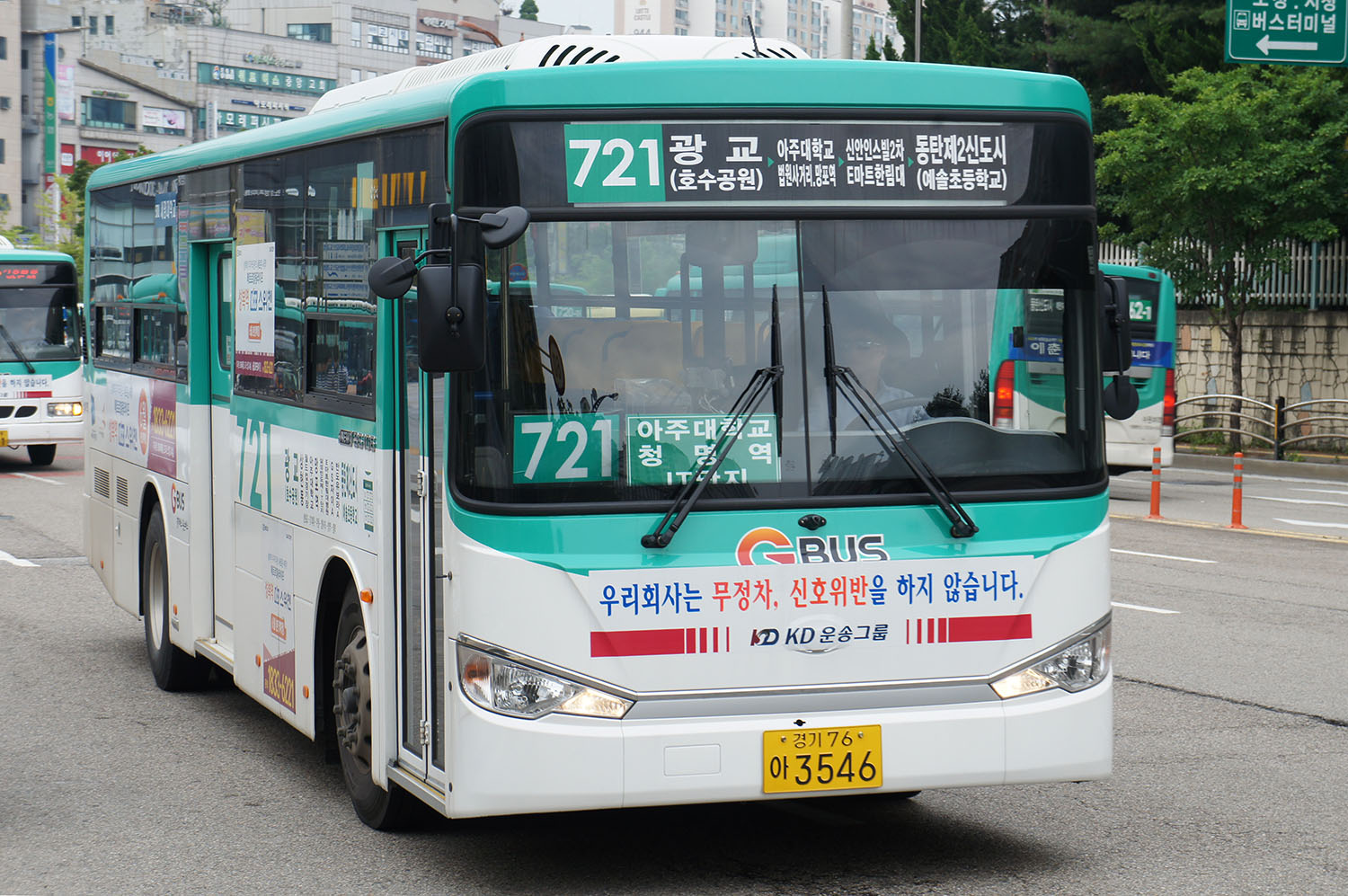
화성시내버스 721번
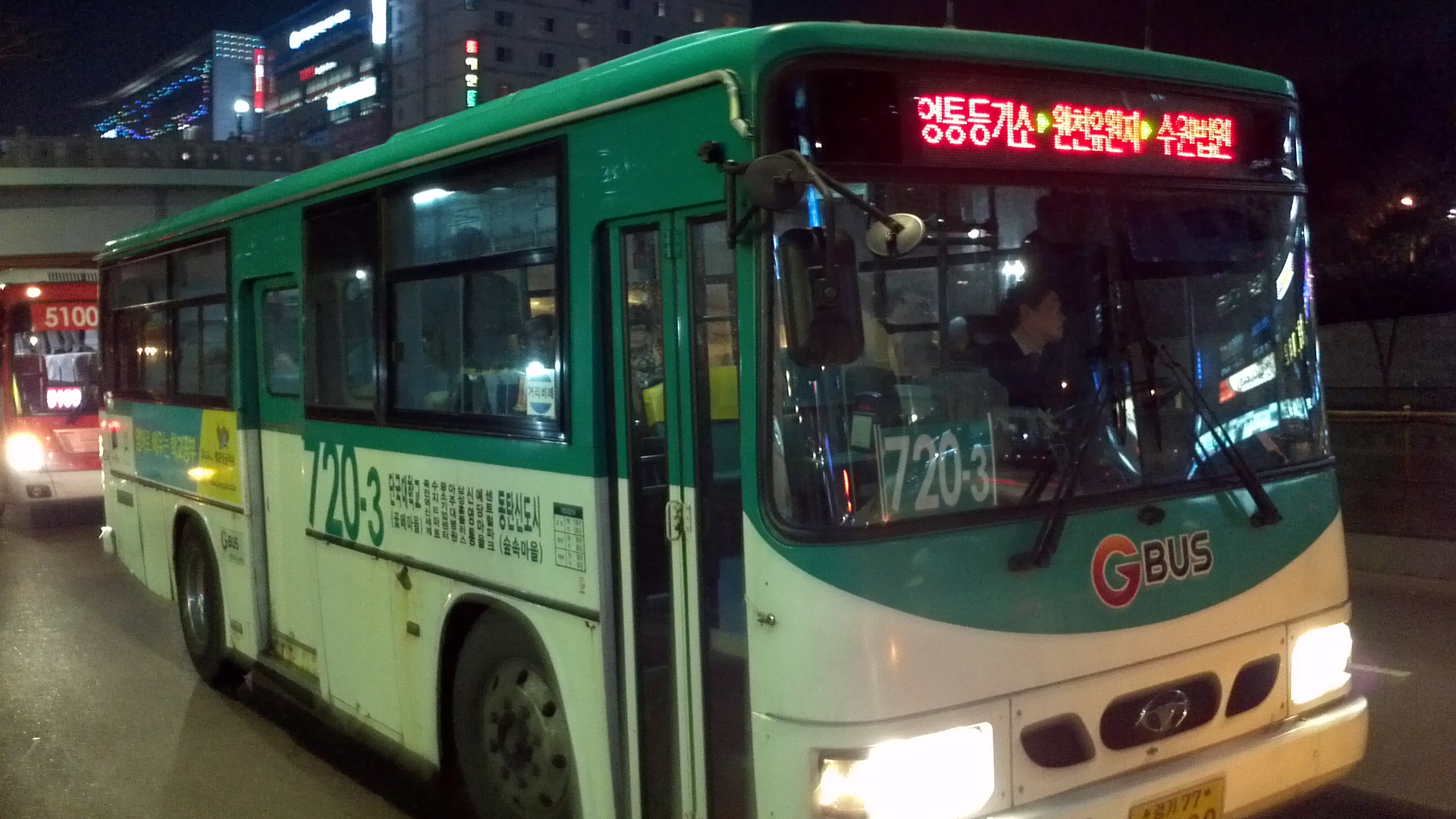
화성시내버스 720-3번(공동배차 운행하는 광주시 소재 경기고속 차량)
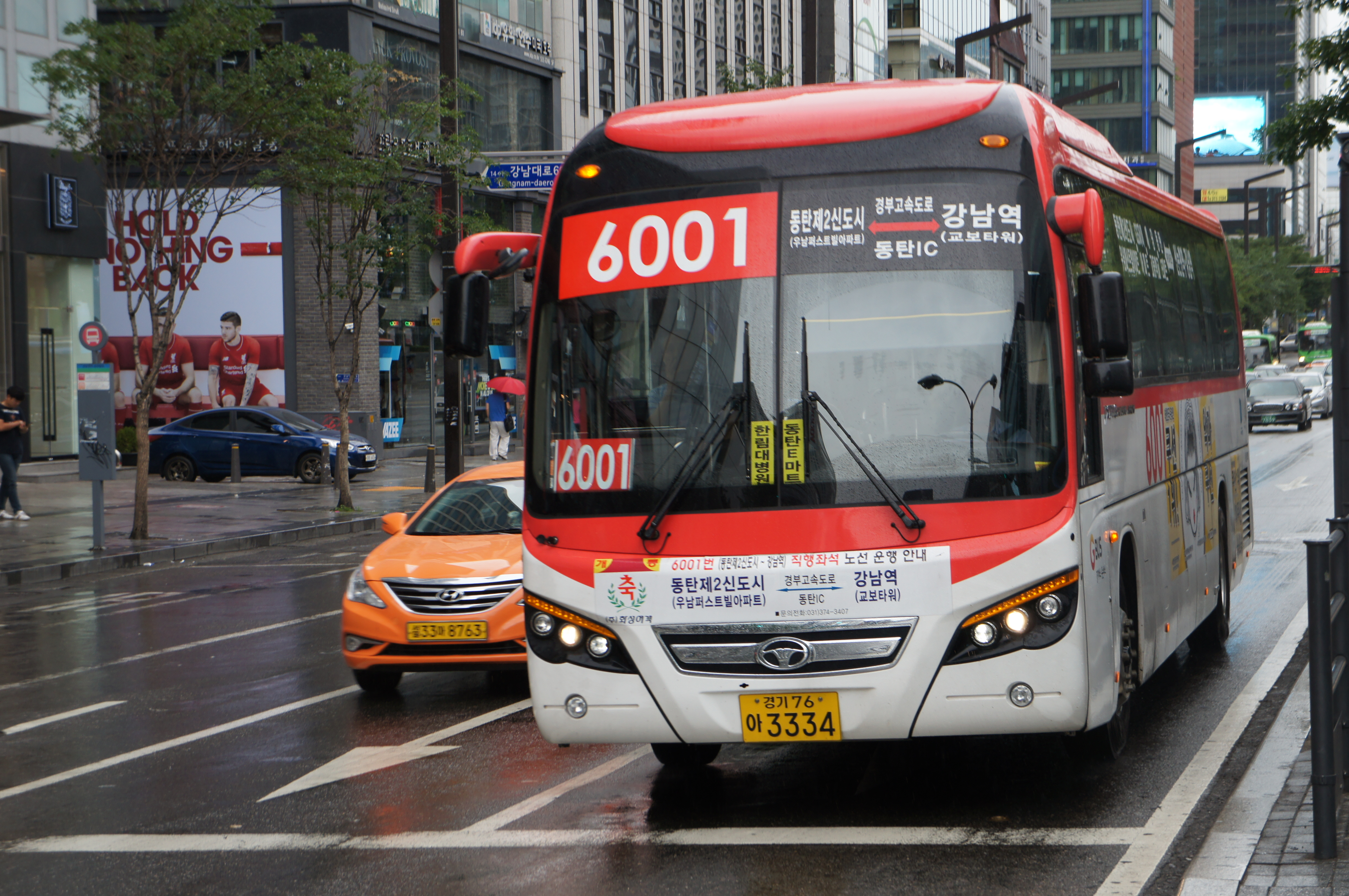
화성시내버스 6001번
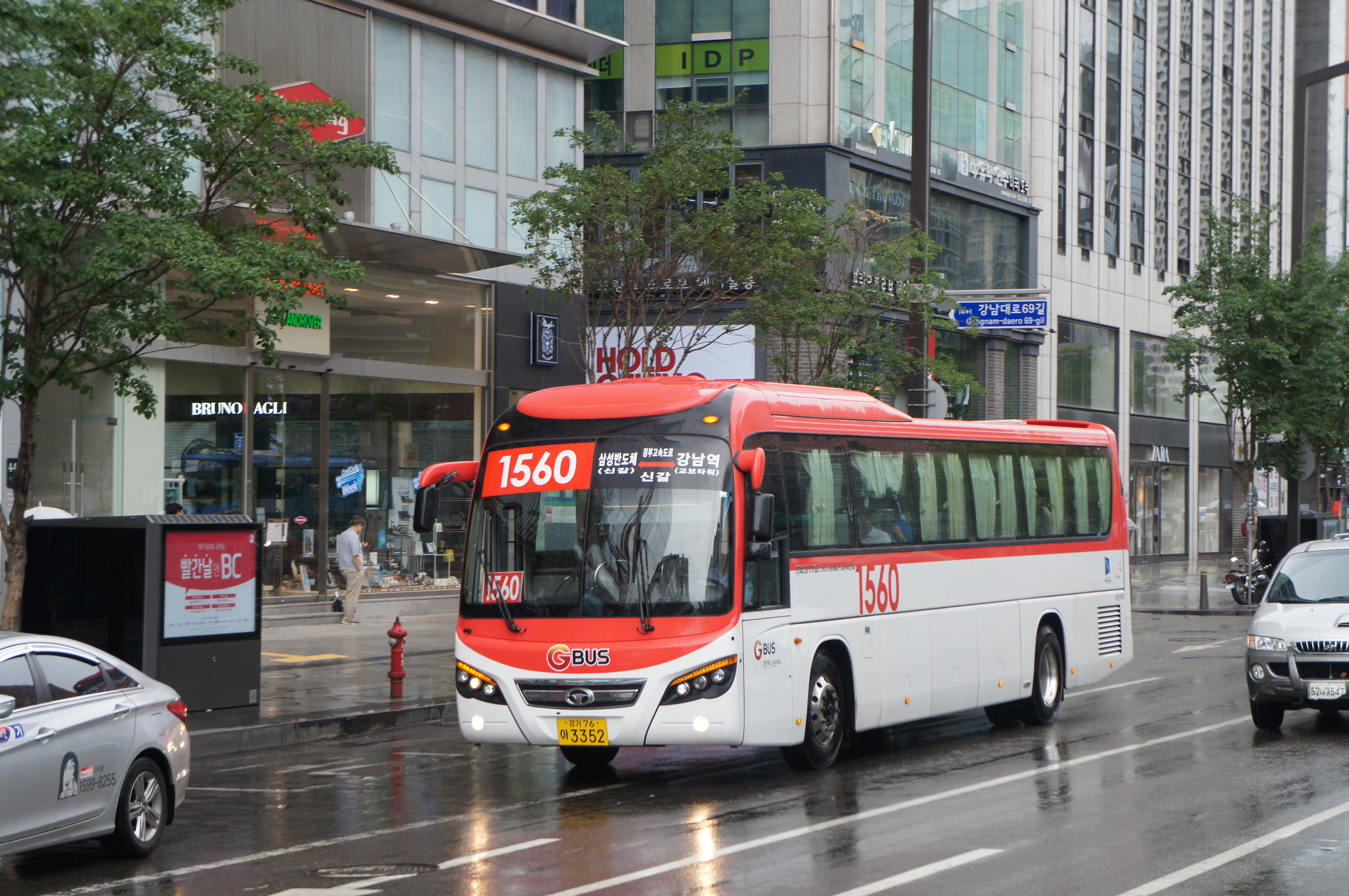
화성시내버스 구 1560번(현 화성시내버스 6004번과 광주시내버스 1560번)
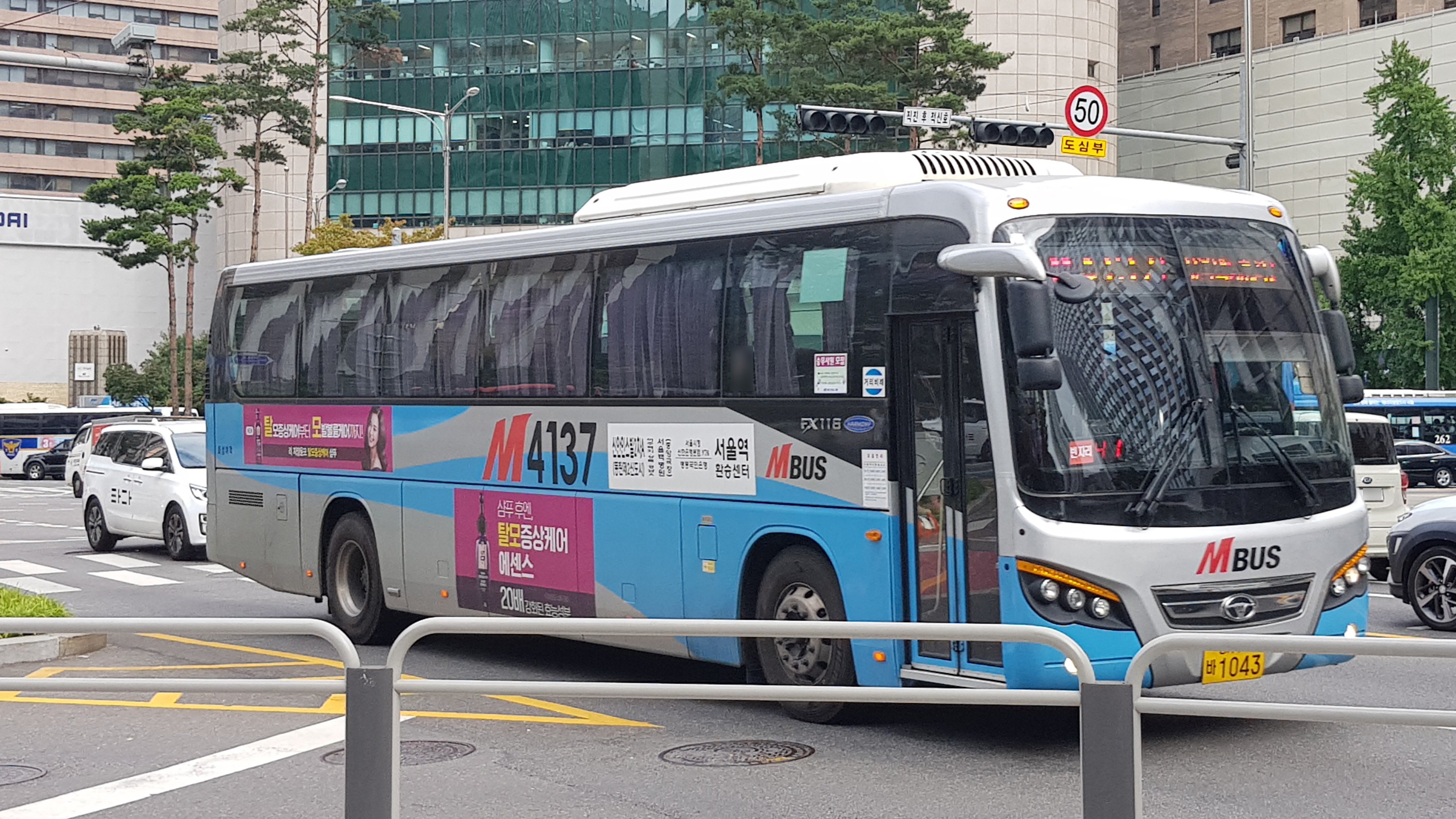
화성시내버스 M4137번

## 같이 보기
- KD운송그룹